# Manio Acilio Balbo (cónsul 114 a. C.)
Manio Acilio Balbo (en latín, Manius Acilius M'. f. L. n. Balbus) fue un político y militar de la República romana, cónsul en el año 114 a. C. con Cayo Porcio Catón de colega. Se conservan algunas monedas de los Acilius Balbus, pero no se puede asegurar que alguna de esas monedas corresponda concretamente a este cónsul.